# Clarkston (Washington)
Clarkston es una ciudad ubicada en el condado de Asotin en el estado estadounidense de Washington. En el año 2000 tenía una población de 7.337 habitantes y una densidad poblacional de 1.469,3 personas por km².

## Geografía
Clarkston se encuentra ubicada en las coordenadas 46°24′49″N 117°2′55″O / 46.41361, -117.04861.

## Demografía
Según la Oficina del Censo en 2000 los ingresos medios por hogar en la localidad eran de $25.907, y los ingresos medios por familia eran $32.093. Los hombres tenían unos ingresos medios de $31.434 frente a los $20.654 para las mujeres. La renta per cápita para la localidad era de $14.673. Alrededor del 20,6% de la población estaban por debajo del umbral de pobreza.